# Ufficiale (onorificenza)

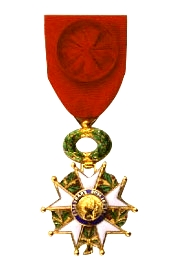
Medaglia da Ufficiale dell'Ordine francese della Legion d'Onore

Ufficiale o Cavaliere ufficiale è un titolo onorifico di medio rango in uso in molti ordinamenti. Esso occupa solitamente il quarto grado di benemerenza.
Nella scala delle benemerenze, esso è inferiore a quello di Commendatore e superiore a quello di Cavaliere. Si noti la rosetta che contraddistingue nella maggior parte dei casi l'insegna da Ufficiale da quella di Cavaliere.

## Il titolo e le sue varie accezioni

### Francia
In Francia il titolo viene sovente indicato con l'appellativo di Officier. Il nastro della medaglia è accompagnato da una rosetta di stoffa.

### Germania
In Germania il titolo di Offizier si trova con media frequenza.

### Italia
In Italia, il titolo di Ufficiale ha di norma un solo grado ed è stato utilizzato come onorificenza di quarto grado in alcuni ordini degli Stati preunitari della Penisola, entrando in uso in maniera decisiva negli ordini cavallereschi del Regno d'Italia e anche in quelli della Repubblica.

## Insegne
Gli insigniti della medaglia di Ufficiale di un ordine cavalleresco, solitamente, indossano l'onorificenza come segue:
- La medaglia, che ha i colori specifici di quell'ordine ed una larghezza definita dai medesimi statuti, viene portata sul petto dell'insignito (a destra o a sinistra a seconda dei casi).